# NGC 1554
NGC 1554 je dvostruka zvijezda u zviježđu Biku. 

## Vanjske poveznice
- SEDS: NGC 1554